# Proscrana
Proscrana là một chi bướm đêm thuộc họ Erebidae.